# Сценарій (комікс)
Сценарій детально описує сюжет і діалоги коміксу. Це еквівалент телесценаріїв телевізійної програми або кіносценарію. Зазвичай сценарієм коміксів займаються сценаристи коміксів.

## Процес написання сценарію
Перед початком роботи над сценарієм мальопису йде робота над начерком майбутнього сюжету. Після цього до роботи приступає пенсіллер (намічає олівцем усі зображення) та інкер (наводить чорнилами те, що намітив пенсіллер), а потім колорист, який розмальовує комікс, і леттерер, який відповідає за вигуки та звукові ефекти в книжці. Є два домінуючих стилю написання сценарію в індустрії коміксів: повний сценарій (англ. full script) (широко відомий як «стиль DC Comics») і сюжетний сценарій (англ. plot script) (широко відомий як «стиль Marvel Comics»).